# Kurmanicha
Kurmanicha – dawny zaścianek. Tereny, na których był położony, leżą obecnie na Białorusi, w obwodzie grodzieńskim, w rejonie smorgońskim, w sielsowiecie Krewo.

## Historia
W czasach zaborów wieś rządowa w gminie Krewo, w powiecie oszmiańskim, w guberni wileńskiej Imperium Rosyjskiego. W 1866 roku liczyła 20 mieszkańców w 2 domach. W 1905 roku zaścianek liczył 32 mieszkańców, 50 dziesięcin.
W latach 1921–1945 zaścianek leżał w Polsce, w województwie wileńskim, w powiecie oszmiańskim, w gminie Krewo.
W 1931 w 7 domach zamieszkiwało 39 osób.
Wierni należeli do parafii rzymskokatolickiej w Borunach i prawosławnej w Krewie. Miejscowość podlegała pod Sąd Grodzki w Smorgoniach i Okręgowy w Wilnie; właściwy urząd pocztowy mieścił się w Krewie.